# Nehon
Nehon es una ciudad de la India en el distrito de Rupnagar, estado de Punyab. Según el censo de 2011, tiene una población de 9439 habitantes.

## Geografía
Está ubicada a una altitud de 772 m s. n. m. a 53 km de la capital estatal, Chandigarh, en la zona horaria UTC +5:30.